# Зуб
Зуб је мања калцификована, беличаста структура смештена у вилицама (или устима) многих кичмењака, и коришћен је за жвакање хране. Поједине животиње, посебно месоједи, такође користе зубе за лов или у одбрамбене сврхе. Коренови зуба покривени су деснима. Зуби се не састоје од костију, него од више врста ткива различите густине и тврдоће. Ћелијска ткива која коначно постају зуби потичи од клице ембрионог слоја, ектодерма. 
Општа структура зуба је слична међу кичмењацима, иако постоји значајна варијација у њиховом облику и позицији. Зуби сисара имају дубље коренове, и тај случај је примећен код неких врста риба и крокодила. Већини правих кошљориба, ипак, зуби су надовезани за спољну површину кости, док су код гуштера надовезани на унутрашњу површину вилице с једне стране. Код рушљориби, као што су ајкуле, зуби су надовезани грубим лигаментима на обруче хрскавица који формирају вилицу.
Зуби су најкарактеристичнија (и најдуже присутна) особина сисара. Палеонтолози користе зубе да идентификују фосилне врсте и да одреде њихове односе. Облик зуба животиња повезан је са њиховом исхраном. На пример, биљну материју је тешко сварити, тако да биљоједи имају много кутњака за жвакање и млевење. Месоједима, с друге стране, требају очњаци да убију жртву и раскидају месо.
Сисари су генерално дипходонти, што значи да могу да развију сетове зуба. Код људи, први сет („бебећи“, „млечни“, „примарни“ сет) обично почиње да се појављује са око шест месеци старости, иако су нека деца рођена са једним или више видљивим зубима, познатим као неонатални зуби. Нормално ницање зуба са око шест месеци старости може бити болно. Кенгури, слонови и морске краве ретки су међу сисарима зато што су полифиодонти.
Животиње тако развију само један сет зуба (монофиодонти) док друге развију више сетова (полифиодонти). Ајкули, на пример, нарасте нови сет зуба сваке две недеље који мења изношене зубе. Глодарима израсту секутићи и имају их стално током глодања, што им помаже у одржавању релативно сталне дужине. Индустрија даброва је делом заслужна тој квалификацији. Многи глодари као што су пољски мишеви (али не и обични мишеви) и ггвинејске свиње, као и leporidae попут зеца, имају кутњаке који стално расту као додатак секутићима.
Зуби нису увек надовезани за вилицу, као што је то случај код сисара. Код многих гуштера и риба, зуби су надовезани за непце или на спрат од уста, формирајући додатне правилне редове унутар вилице. Неке праве кошљорибе чак имају зубе и у гркљану. Иако нису прави зуби у уобичајеном смислу, зубићи ајкула су готово идентични по структури, и вероватно имају исто еволуцијско порекло. Свакако, изгледа да су се зуби прво развили код ајкула, и нису нађени код примитивних безвиличних риба — док змијуљице имају зуболике структуре на језику, оне су, у ствари, сачињене од кератина, не од дентина или глеђи, и не деле никакву повезаност са правим зубима.
Живе амфибије обично имају мале зубе, или их немају уопште, како се обично хране меком храном. Код гмизаваца, зуби су генерално једноставни и конични у облику, иако постоје неке варијације међу врстама, најзначајније очњаци које избацују отров код змија. Образац секутића, очњака, преткутњака и кутњака пронађен је само код сисара, и до различитих опсега, код њихових еволуциони преци. Број ових врста зуба варира битно међу врстама; зоолози користе стандардизоване зубне формуле да опишу прецизан образац дате групе.